# Chouzé-sur-Loire
Chouzé-sur-Loire là một xã thuộc tỉnh Indre-et-Loire trong vùng Centre-Val de Loire ở miền trung nước Pháp. Theo điều tra dân số năm 2006 của INSEE có dân số 2076 người. Xã nằm ở khu vực có độ cao từ 25-36 mét trên mực nước biển.